# Udo Brecht
Udo Brecht (* 30. April 1943 in Postmünster) ist ein ehemaliger deutscher Ruderer.
Der Zweimetermann Udo Brecht von der Rudergesellschaft Wetzlar war 1967 zusammen mit Hans-Johann Färber Deutscher Meister im Zweier ohne Steuermann. Bei den Ruder-Europameisterschaften 1967 in Vichy belegten die beiden den dritten Platz. Im Jahr darauf bildeten Niko Ott, Peter Berger, Brecht und Färber zusammen mit Steuermann Stefan Armbruster einen Vierer mit Steuermann und gewannen in dieser Bootsklasse den deutschen Meistertitel. Bei den Olympischen Spielen 1968 belegte das Boot im Vorlauf den fünften Platz und trat nach Erkrankung von zwei Ruderern nicht mehr zum kleinen Finale um die Plätze 7 bis 12 an. Zwei Jahre später erreichte Udo Brecht zusammen mit Lutz Ulbricht im ungesteuerten Zweier bei den Ruder-Weltmeisterschaften 1970 das Finale und gewann die Bronzemedaille.